# ويجا (فلم)
ويجا فيلم مصري من إنتاج عام 2005.

## القصة
يجتمع ثلاثة أصدقاء مع زوجة أحدهم وصديقه الأخر خلال العطلة أمام لعبة ويجا للتنبؤ بالمستقبل كنوع من التسلية، لكن الاوضاع تنقلب وتتكشف العلاقات والغيرة المختزنة.

## الممثلون
- هاني سلامة: هاني
- شريف منير: أدهم
- منة شلبي: مريم
- هند صبري: فريدة
- دوللي شاهين: سارة
- محمد الخلعي: إبراهيم
- بشرى: علا
- بسمة: بسمة
- يوسف شاهين: يوسف شاهين
- خالد يوسف: خالد يوسف

## وصلات خارجية
- مقالات تستعمل روابط فنية بلا صلة مع ويكي بيانات